# Kotel (Berg)
Der Kotel (deutsch Kesselkoppe), 1435 m, liegt im Böhmischen Kamm des Riesengebirges. Er ist nach dem Hohen Rad und dem Veilchenstein die dritthöchste Erhebung des westlichen Riesengebirges und der höchste Punkt des Liberecký kraj. Die Südostflanke ist steil und felsdurchsetzt; nach Norden fällt der Berg ziemlich flach zur Pantschewiese ab. Der Berg liegt in der Ruhezone des Nationalparkes und wird daher nur selten bestiegen. Der Höhenweg von Rokytnice zur Elbquelle quert den Nordhang 50 Meter unterhalb des Gipfels.

## Nahegelegene Gipfel
| Kamenec       | Sokolnik       | Harrachsteine |
| Lysá hora     | Kompass        | Goldhöhe      |
| Vlčí hřeben S | Vídeňská skála | Mechovinec    |

## Galerie

Der Kamm der  Harrachsteine 1)
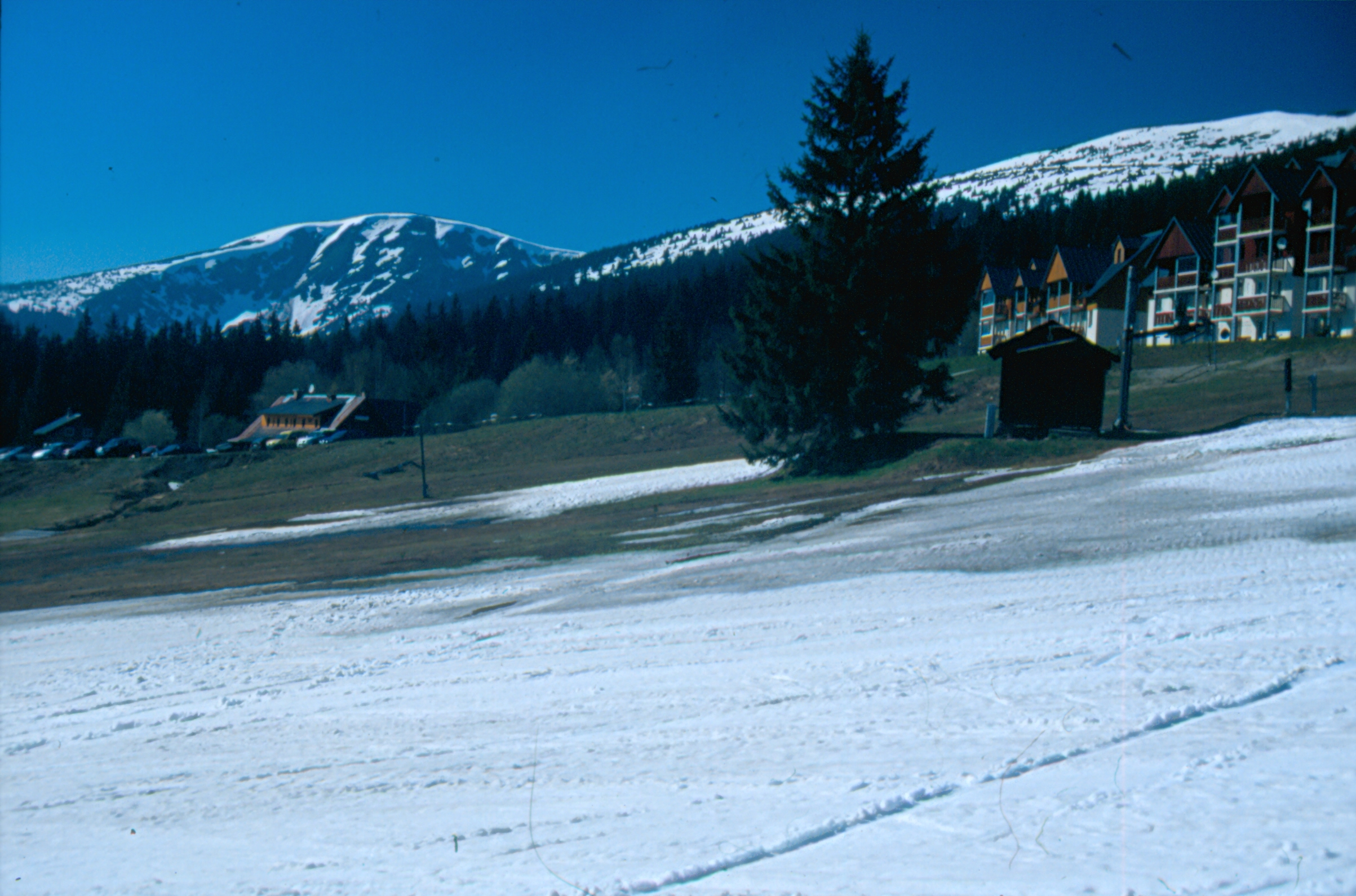
Blick auf den Kotel 2)

1) … im Hintergrund Schneekoppe und Hochwiesenberg vom Kotel aus gesehen.

2) … von  den Oberen Schüsselbauden (Horní Mísečky) aus betrachtet.